# カルロ・タンクレーディ・ディ・ボルボーネ＝ドゥエ・シチリエ
カルロ・タンクレーディ・ディ・ボルボーネ＝ドゥエ・シチリエ（イタリア語: Carlo Tancredi di Borbone-Due Sicilie, 1870年11月10日 - 1949年11月11日）は、スペイン王子（Infante de España）、また旧両シチリア王国の王家ボルボーネ＝シチリア家の一員。スペイン語名はカルロス・タンクレド・デ・ボルボン＝ドス・シシリアス（Carlos Tancredo de Borbón-Dos Sicilias）。最後の両シチリア王フランチェスコ2世の甥に当たる。

## 生涯
両シチリア王フェルディナンド2世の四男カゼルタ伯アルフォンソと、その従妹で両シチリア王族のマリーア・アントニエッタの次男として生まれる。
1901年にマドリードで、スペイン国王アルフォンソ12世の王女マリア・デ・ラス・メルセデスと結婚した。父アルフォンソは嗣子のいないフランチェスコ2世の死後に両シチリア王家の家長となっていたが、カルロはこの結婚に際してその継承権を放棄し、代わってスペイン王子の身分を得た。2人の間には2男1女が生まれた（名前はスペイン名で記す）。
- アルフォンソ（1901年 - 1964年）　スペイン王子、カラブリア公
- フェルナンド（スペイン語版）（1903年 - 1905年）
- イサベル・アルフォンサ（1904年 - 1985年）

1903年にマリアと死別した後、1907年にパリ伯フィリップの娘ルイーズ・ドルレアンと再婚した。2人の間には1男3女が生まれた（上に同じ）。
- カルロス（スペイン語版）（1908年 - 1936年）
- マリア・デ・ロス・ドロレス（1909年 - 1996年）
- マリア・デ・ラス・メルセデス（1910年 - 2000年）　バルセロナ伯フアンと結婚、スペイン王フアン・カルロス1世の母。
- マリア・デ・ラ・エスペランサ（1914年 - 2005年）　ブラジル皇位請求者ペドロ・ガスタンと結婚。

両シチリア王家家長であった兄フェルディナンド・ピオに先立って死去した。1960年に死去したフェルディナンドは男子がおらず、家長の座を巡ってカルロの長男アルフォンソと、カルロの弟カストロ公ラニエーリが争う事態となった。以後もこの2人の子や孫の間で係争が続いている。

スペイン王子カルロス・タンクレドの紋章